# Уве Болл
Уве Болл — німецький кінорежисер, продюсер, сценарист та актор фільмів за відеоіграми. Уве Болл — доктор з літератури, навчався в університетах Кельна та Зігена.

## Фільми
Розпочинав Уве Болл з малобюджетних фільмів, першими помітними стрічками режисера були фільм жахів Сутінок розуму та драма англ. Heart of America, в цих проектах він також був співсценаристом.
Болл відомий своїми екранізаціями відеоігор, від яких він отримав негативну славу. Перелік екранізацій ігор Уве Боллом:
- Дім мерців
- англ. Alone in the Dark
- Бладрейн
- Бладрейн 2: Звільнення
- В ім'я короля: Історія облоги підземелля
- Постал

Також у виробництві фільми за комп'ютерними іграми Far Cry, Legacy of Kain, та фільм жахів Seed (Сім'я).

## Фільмографія
- 2014 — Лють 2 /Rampage 2 — режисер, продюсер, сценарист
- 2014 — Ранкова зірка / Morning Star — продюсер
- 2014 — Luna Project — продюсер
- 2014 — В ім'я короля 3: Остання місія / In the Name of the King 3: The Last Mission — режисер, продюсер
- 2014 — Сід 2: Нове покоління / Seed 2: The New Breed — продюсер
- 2013 — Бранці сонця / Prisoners of the Sun — продюсер
- 2013 — Легенда червоного женця / Legend of the Red Reaper — продюсер
- 2013 — В облозі / Suddenly — режисер, продюсер
- 2013 — Напад на Волл-стріт / Assault on Wall Street — режисер, продюсер, сценарист
- 2013 — Різанина зомбі / Zombie Massacre — продюсер, актор
- 2013 — Revisiting «Suddenly» — продюсер
- 2013 — Кімната душ / The Profane Exhibit — режисер, продюсер
- 2011 — В ім'я короля 2 / In the Name of the King 2: Two Worlds — режисер, продюсер
- 2010 — Блюбарелла: Супервумен / Blubberella — режисер, продюсер, сценарист, актор
- 2010 — Бладрейн 3: Третій рейх / Bloodrayne: The Third Reich — режисер, продюсер
- 2010 — Освенцим / Auschwitz — режисер, продюсер, сценарист, актор
- 2010 — Макс Шмелінг: Боєць Рейху / Max Schmeling — режисер, продюсер, актор
- 2010 — Нещадний шторм / The Final Storm — режисер, продюсер
- 2009 — Дарфур: Хроніки оголошеної смерті / Darfur — режисер, продюсер, сценарист
- 2009 — Лють / Rampage — режисер, продюсер, сценарист
- 2009 — Стоїк: Вижити за всяку ціну / Stoic — режисер, продюсер, сценарист
- 2008 — Один у темряві 2 / Alone in the Dark II — продюсер
- 2008 — Фар Край / Far Cry — режисер, продюсер
- 2008 — Тунельні щури / 1968. Tunnel Rats — режисер, продюсер, сценарист
- 2007 — Бладрейн 2: Звільнення / BloodRayne II: Deliverance — режисер, продюсер
- 2007 — Очікування / They Wait — продюсер
- 2007 — Постал / Postal — режисер, продюсер, сценарист, актор
- 2006 — Сід: Помста повсталого / Seed — режисер, продюсер, сценарист
- 2006 — В ім'я короля: Історія облоги підземелля / In the Name of the King: A Dungeon Siege Tale — режисер, продюсер
- 2005 — Бладрейн / BloodRayne — режисер, продюсер
- 2005 — Один у темряві / Alone in the Dark — режисер, продюсер
- 2003 — Дім мерців / House of the Dead — режисер, продюсер
- 2002 — Серце Америки / Heart of America — режисер, продюсер, сценарист
- 2002 — Ангели тут не живуть / Angels Don't Sleep Here — продюсер
- 2001 — Сутінок розуму / Blackwoods — режисер, продюсер, сценарист
- 2000 — Ханжа / Sanctimony — режисер, продюсер, сценарист
- 2000 — Любов, гроші, любов / L'amour, l'argent, l'amour — продюсер
- 2000 — Фіаско / Fíaskó — продюсер
- 1999 — Fake — Die Fälschung — продюсер
- 1997 — Перший семестр / Das erste Semester — режисер, продюсер, сценарист
- 1994 — Одержимість / Amoklauf — режисер, продюсер, сценарист
- 1993 — Баршель — Вбивство в Женеві / Barschel — Mord in Genf — режисер, продюсер, сценарист
- 1992 — Німецька кіносолянка / German Fried Movie — режисер, продюсер, сценарист, актор

## Критика
Після виходу на екрани стрічок House of the Dead та Alone in the Dark Уве Болл зажив слави одного з найгірших режисерів. Якість екранізацій, як технічна, так і культурна, була жахливою, фільми отримали погану критику та були засуджені геймерами і фанами оригінальних ігор. Перший входить до сотні найгірших фільмів IMDB.com (29 позиція), та має середню оцінку 2.0 з 10. Другий 75 позицію в списку 100 найгірших та 2.4 з 10.
Разом з тим Уве Болл став найбільш неоднозначним режисером сучасності. До того ж, він організував боксерський поєдинок на який запросив критиків та мережевих журналістів, таким чином прагнучи довести свою точку зору, що люди просто його не розуміють.
Попри провальність кінострічок Болла їхні бюджети були досить високими. Фінансування Уве отримував через закон Німеччини про зняття податків та інші пільги на інвестування в кіно.
Після ухвалення закону про скасування фінансування з держбюджету німецького кіно, Уве Болл повідомив, що відтепер зніматиме малобюджетне кіно.

## Онлайн петиція
У квітні 2009 року Уве заявив, що після мільйону поданих голосів за петицію petitiononline.com, він залишить кінематограф.

## Нагороди Уве Болла
| Рік  | Нагорода                                                             | Категорія                    | Фільм                                    | Результат |
| ---- | -------------------------------------------------------------------- | ---------------------------- | ---------------------------------------- | --------- |
| 1994 | Премія Макса Офюльса                                                 |                              | Одержимість                              | Номінація |
| 2004 | The Stinkers Bad Movie Awards                                        | Найгірше режисерське бачення | Один у темряві                           | Перемога  |
| 2004 | Золота малина                                                        | Найгірший режисер            | Один у темряві                           | Номінація |
| 2005 | The Stinkers Bad Movie Awards                                        | Найгірше режисерське бачення | Бладрейн                                 | Перемога  |
| 2005 | Золота малина                                                        | Найгірший режисер            | Бладрейн                                 | Номінація |
| 2005 | Золота малина                                                        | Найгірший сценарій           | Бладрейн                                 | Номінація |
| 2006 | Золота малина                                                        | Найгірший режисер            | В ім'я короля: Історія облоги підземелля | Перемога  |
| 2006 | Золота малина                                                        | Найгірший сценарій           | В ім'я короля: Історія облоги підземелля | Номінація |
| 2006 | Приз Нью-Йоркського кінофестивалю жахів                              | Найкращі спецефекти          | Сід: Помста повсталого                   | Перемога  |
| 2007 | Золота малина                                                        | Найгірший режисер            | Постал                                   | Перемога  |
| 2007 | Leo Award                                                            | Найкраща повнометражна драма | Очікування                               | Номінація |
| 2008 | Золота малина                                                        | Найгірший режисер            | Тунельні щури                            | Перемога  |
| 2009 | Приз Нью-Йоркського Міжнародного незалежного кіно- та відеофестивалю | Найкращий міжнародний фільм  | Дарфур: Хроніки оголошеної смерті        | Перемога  |